# Jaroslav Šerých
Jaroslav Šerých (en tchèque [jaroslav ʃɛriːx]), né le 27 février 1928 à Havlíčkův Brod – mort le 23 mars 2014 à Prague, est un peintre et illustrateur tchèque. Il est diplômé de l’Académie des beaux-arts de Prague en 1955 (professeurs Vlastimil Rada et Vladimír Pukl) et y travaille en tant qu’étudiant chercheur jusqu’en 1960 (professeur Vladimír Silovský).

## Œuvres
Son œuvre se concentre sur la peinture, l’art graphique, l’illustration de livres et des œuvres monumentales menées en coopération avec des architectes.

## Distinctions
Le président Václav Klaus lui a remis la médaille tchèque du Mérite en 2008.